# Юленурме
Ю́ленурме (ест. Ülenurme alevik) — селище в Естонії, у волості Камб'я повіту Тартумаа.

## Населення
Чисельність населення на 31 грудня 2011 року становила 2043 особи.

## Історія
До 21 жовтня 2017 року селище входило до складу волості Юленурме й було її адміністративним центром.